# Butroto

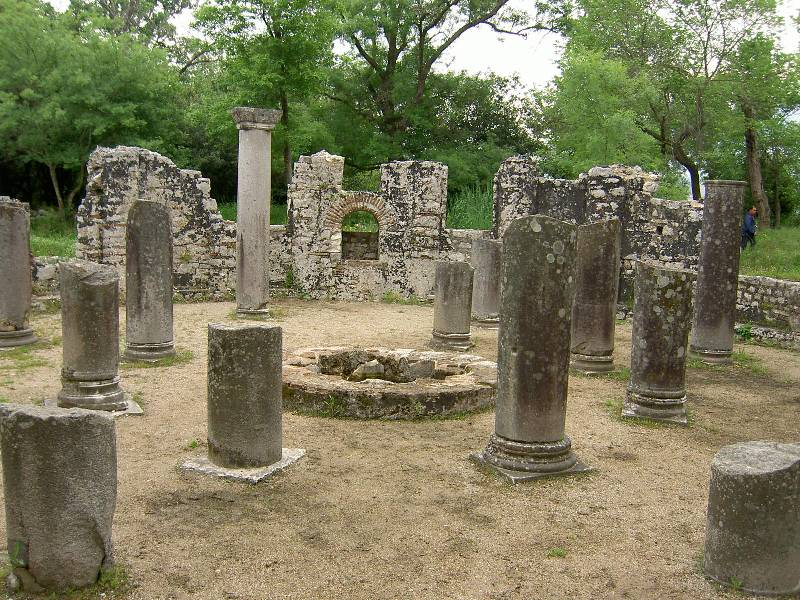
Restos de uma capela batismal

Butroto (em albanês: Butrint ou Butrinti; em grego clássico: Βουθρωτόν; romaniz.: Bouthrōtón ou em grego: Βουθρώτιος; romaniz.: Bouthrōtio; em latim: Buthrotum) foi uma cidade da Grécia Antiga, posteriormente romana, e é atualmente um sítio arqueológico na Albânia, situado no distrito de Sarandë, Condado de Vlorë, perto da fronteira com a Grécia. Em 1992 o sítio foi incluído na lista do Património Mundial da UNESCO. A área classificada foi estendida em 1999 e ligeiramente alterada em 2007.
Inicialmente uma localidade ilíria na antiga região do Epiro, foi conquistada pela República Romana no ano 167 a.C. Foi sede de uma diocese cristã e conheceu alguma prosperidade sob o domínio bizantino. A cidade e a região foram compradas pela República de Veneza em 1386. Em 1572, devido às guerras otomano-venezianas, a cidade encontrava-se em ruínas e praticamente abandonada.
As ruínas, escavadas após a Segunda Guerra Mundial, incluem um anfiteatro, banhos públicos romanos, uma capela do século V, uma basílica do século VI, uma porta da cidade (chamada "Porta do Leão"), e um castelo medieval veneziano do século XIV, hoje usado como museu.
Butroto é acessível a partir de Saranda por uma estrada construída em 1959 aquando da visita do líder soviético Nikita Khrushchov. Está a tornar-se cada vez mais popular como passeio de um dia para turistas vindos da ilha grega de Corfu.